# Corciano
Corciano là một đô thị ở Tỉnh Perugia trong vùng Umbria, có khoảng cách khoảng 8 km về phía tây của Perugia. Tại thời điểm ngày 31 tháng 12 năm 2004, đô thị này có dân số 17.008 người và diện tích là 63.7 km².